# Hymenocallis palmeri
Hymenocallis palmeri är en amaryllisväxtart som beskrevs av Sereno Watson. Hymenocallis palmeri ingår i släktet Hymenocallis och familjen amaryllisväxter. Inga underarter finns listade i Catalogue of Life.

## Bildgalleri

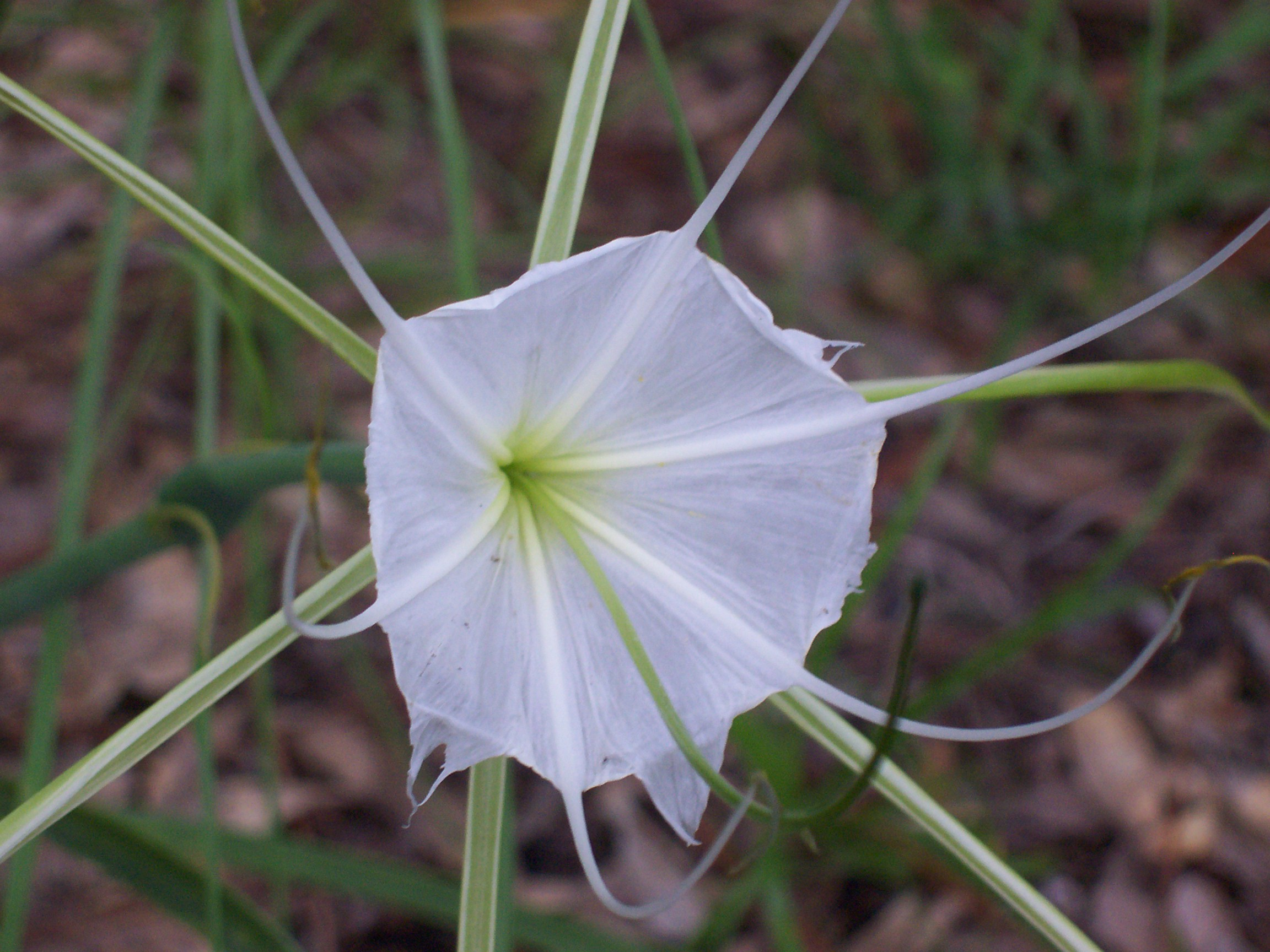